# Jardim Alegre

Jardim Alegre este un oraș în Paraná (PR), Brazilia.